# Eusebius z Ostřihomi
Blahoslavený Eusebius z Ostřihomi (okolo 1200, Ostřihom – 20. ledna 1270, Pilisszentkereszt) byl uherský římskokatolický kněz a zakladatel Řádu svatého Pavla Prvního Poustevníka.

## Život
Narodil se okolo roku 1200 v Ostřihomi. Pravděpodobně pocházel z bohaté rodiny. Světskou a církevní výchovu získal na škole založené svatým Štěpánem I. roku 1028. Po kněžském svěcení se stal kanovníkem Ostřihomské katedrály. Roku 1216, po obdržení povolení od biskupa, začal žít jako poustevník na hoře Pilis. Roku 1246 se zřekl kanonie a přestěhoval se se svými bratry poustevníky blízko Pilisszántó.
Okolo roku 1246 založil komunitu v klášteře, zasvěcenému svatému Kříži, a přijal pravidla poustevníků z kláštera svatého Jakuba z hory Patach (založeného roku 1215 biskupem Bartolomějem z Pécsu). Roku 1256 byl zvolen prvním provinciálem Řádu Paulínů. Roku 1262 požádal papeže Urbana IV., o schválení nově vzniklého řádu ale souhlas nezískal (až roku 1308).
Zemřel 20. ledna 1270 v Pilisszentkeresztu. Byl pohřben v místním kostele svatého Kříže. Během 150leté turecké okupace Uherska byl kostel zničen i s jeho hrobem.
Dne 16. listopadu 2004, Kongregace pro bohoslužbu a svátosti, schválila nový liturgický kalendář Paulínů se zahrnutím svátku blahoslaveného Eusebia na 20. ledna.